# حماد بن بلكين
حماد بن بن بلكين الصنهاجي  (398 - 419هـ /1007 - 1029م) تولى عمل آشير (في الجزائر) من قبل بنو أعمامه الزيريين حكام الجزائر وتونس. بنى مقره القلعة عام 1007 م ثم أعلن الدعوة العباسية سنة 1015 م واستقل بالحكم. إلا أنه لم يتم الاعتراف بدولته إلا بعد حروب كثيرة، خاضع ابنه القايد بن حماد (1028-1054 م) مع الزيريين. اعترف هؤلاء في النهاية باستقلال دولة الحماديين.
في عهد بلكين بن محمد بن حماد (1055-1062 م)، رابع حكام بني حماد، توسعت الدولة إلى حدود المغرب (مع دخول فاس)، ثم في عهد الناصر بن علناس بن حماد (1062-1088 م) بلغت تونس والقيروان، كما امتدت أطراف الدولة جنوبا في الصحراء. قاد هؤلاء الأمراء حركة عمرانية كبيرة كما بلغت الدولة في عهدهما منذ سنة أوجها الثقافي. منذ 1104 م ومع دخول أعراب بنو هلال (مع سليم ورباح) المنطقة، وتزايد ضغطهم على الدولة الحمادية، انحسرت رقعة الدولة إلى المنطق الساحلية. سقط آخر الحماديين يحي بن عبد العزيز (1121-1151 م) بعد دخول الموحدين بجاية سنة 1152 م.
ابن بَلْكِيْن، حمّاد(419هـ - 1028م). حماد بن بلكين يرجع نسبه إلى زيري أشهر أمراء صنهاجة ابن مناد بن منقوش بن صنهاج الأصغر بن صنهاج الأكبر مؤسس الدولة الحمادية بالجزائر. تميز بالشجاعة والدهاء، قرأ الفقه في القيروان ونظر في كتب الجدل.
بدأ يظهر على مسرح الأحداث السياسية بعد موت والده بلكين وتسلُّم أخيه المنصور السلطة بعده عام 373هـ، 984م، فساند أخاه المنصور في المحافظة على وحدة الأسرة المالكة وإخماد الثورات.
ظل حماد يتمتع بثقة أخيه المنصور، حتى أقطعه إقليم أشير.
وعندما نشب خلاف داخل الأسرة المالكة كلف باديس حمادًا بمحاربة أعمامه من بني زيري، فهزمهم، وقتل ماكسن، ووافق على رحيل زاوي إلى الأندلس سنة 390هـ، 1001م.
وعندما اضطرب النظام بالمغرب، لم ير باديس بدًا من التنازل الجزئي لأخيه حماد، فاشترط عليه حماد شروطًا عام395هـ تتيح له فرصة تكوين دولة في المستقبل. نجح حماد في استئصال شأفة زناتة، فعظم شأنه، وتوغل في شرقي الجزائر، وبنى قاعدة جديدة (القلعة) في عام 298هـ، وشيد بها العمران من قصور ومساجد وفنادق. وأمضى حماد عشر سنوات كاملة (395 - 405هـ، 1004 - 1014م) وهو يعمل على بناء دولته في إطار الزيريين.
أصبح في هذه الفترة أقوى شخصية في الزاب والمغرب الأقصى إلى الحد الذي جعل باديس يتخوف على مستقبل الدولة الزيرية من حماد فطلب باديس من عمه حماد أن يتنازل عن تيجس وقصر الإفريقي وقسنطينة لتكون تحت تصرف ابنه منصور،وأرسل إليه إبراهيم أخا حماد وسيطا في الأمر عام 405هـ 1014م. وانضم إبراهيم نفسه إلى حماد وخلعا طاعة باديس، وكانت هذه بداية حروب طويلة بين القوتين، ونبذ طاعة العبيديين ودعا إلى مذهب أهل السنة والجماعة. ويعتبر هذا أول خروج صنهاجي عن الدولة الفاطمية منذ سار زيري بن مناد في ركابها.
وبهذه الخطوات تحقق للدولة الحمادية، الاستقلال المعنوي إلى جانب الاستقلال في الأرض. وكان لابد أن يحسم الأمر بين الفرعين الصنهاجيين. فالتقيا في وادي الشلف في مستهل جمادى الأولى من عام 406هـ، 1015م، وهُزم حماد، لأن كثيرًا من الناس انفضوا من حوله. وحاصر باديس حمادًا في قلعته، وكاد يقضي عليه لولا أن عاجلته المنية في العشرين من ذي القعدة عام 406هـ، 1015م، ففك الحصار عن القلعة، فقوي الأمل عند حماد ليصل إلى صلح مع المعز بن باديس. ووقعت مناوشات بين المعز وحماد قبل الوصول إلى صلح خسر فيها حماد أيضًا، ولم يجد بعدها بدًا من أن يتقدم إلى حفيد أخيه المنصور طالبًا منه العفو والصلح. فاستجاب المعز لطلبه، وأرجع المؤرخون هذه الاستجابة لعوامل منها: ميول المعز السنية التي تلتقي مع ميول حماد السنية، والرغبة في الاستفادة من خبرة حماد بوصفه حاجزًا قويًا يفصل بينه وبين زناتة، ويجعلهم يتفرغون للحرب ضد جبهة واحدة.
وتم الصلح عام 408هـ، 1018م، وتقرر بموجبه لحماد الانفراد بالمسيلة وطبنة والزاب وتاهرت وما يفتح على يديه من بلاد المغرب العربي. وزوَّج المعز أخته لعبد الله بن حماد، وافترق مُلك صنهاجة إلى دولتين. وبذلك وصل حماد إلى أهدافه على الرغم من هزائمه المتكررة على يدي باديس والمعز.